# (3056) INAG
(3056) INAG es un asteroide perteneciente al cinturón de asteroides, descubierto el 1 de noviembre de 1978 por Koichiro Tomita desde el Sitio de Observación de Calern, Caussols, Francia.

## Designación y nombre
Designado provisionalmente como 1978 VD1. Fue nombrado INAG en homenaje al "Institut National d'Astronomie et de Geophysique" de Francia.